# Susanne Rublack
Susanne Rublack (* 13. August 1962 in Konstanz) ist eine deutsche Juristin und Richterin. Sie ist seit dem 2. Februar 2015 Richterin am Bundesverwaltungsgericht. Seit dem 31. Januar 2023 ist sie Vizepräsidentin des Bundesverwaltungsgerichts. Von 2008 bis 2020 war sie Richterin am Schleswig-Holsteinischen Landesverfassungsgericht.

## Leben und Wirken
Rublack studierte Rechtswissenschaft an der Universität Hamburg. Von 1989 bis 1992 war sie als Wissenschaftliche Mitarbeiterin an der Freien Universität Berlin tätig. 1993 promovierte die Freie Universität Berlin sie zum Doktor der Rechte. 1994 schloss Rublack ihre juristische Ausbildung mit der Zweiten Juristischen Staatsprüfung ab. Anschließend war sie beim Landesbeauftragten für den Datenschutz in Schleswig-Holstein tätig. 1999 wurde sie zur Oberregierungsrätin, 2001 zur Verwaltungsdirektorin ernannt. 2002 erfolgte ihre Abordnung als Richterin kraft Auftrags an das Verwaltungsgericht Schleswig. 2004 wurde sie dort zur Richterin am Verwaltungsgericht ernannt. Von 2006 bis 2008 war Rublack als wissenschaftliche Mitarbeiterin an das Bundesverfassungsgericht, ab 2009 an das Oberverwaltungsgericht Schleswig abgeordnet. 2010 erfolgte dort ihre Ernennung zur Richterin am Oberverwaltungsgericht.
Am 6. November 2014 wählte der Richterwahlausschuss Susanne Rublack zur Richterin am Bundesverwaltungsgericht. Das Präsidium des Bundesverwaltungsgerichts wies Rublack zunächst dem u. a. für das Wirtschaftsverwaltungsrecht und das Recht zur Regelung von Vermögensfragen zuständigen 8. Revisionssenat sowie dem u. a. für das Kommunalrecht, das Recht der freien Berufe und das Kammerrecht zuständigen 10. Revisionssenat zu. Am 2. Februar 2015 trat sie ihr Amt an. Mit der Ernennung zur Vizepräsidentin des Bundesverwaltungsgerichts übernahm Rublack den Vorsitz des 10. Senats.
Bereits seit der Gründung des Schleswig-Holsteinischen Landesverfassungsgerichts 2008 gehörte Susanne Rublack ihm als persönliches stellvertretendes Mitglied für Maren Thomsen an. Sie wurde mehrfach wiedergewählt. Ihre Amtszeit endete am 31. Dezember 2020.

## Engagement
Im Juni 2020 gehörte Susanne Rublack zu den Erstunterzeichnerinnen des vom Deutschen Juristinnenbund initiierten Offenen Briefes an den Richterwahlausschuss: Faire Berücksichtigung von Frauen bei den Bundesrichterwahlen am 2. Juli 2020.

## Publikationen (Auswahl)
- Susanne Rublack: Fighting Transboundary Waste Streams: Will the Basel Convention Help? In: Verfassung und Recht in Übersee, Nomos Verlag, Baden-Baden, 1989, S. 364–391, doi:10.5771/0506-7286-1989-4-364
- Philip Kunig, Susanne Rublack: Kolonisiert nach der Entkolonisierung? Zur Beendigung der UN-Treuhandschaft über Mikronesien, die Marshallinseln und die Nördlichen Marianen. In:  Deutsche Gesellschaft für die Vereinten Nationen e.V. (Hrsg.): VEREINTE NATIONEN, Heft 2/1991, Seite 55–60
- Susanne Rublack: Der grenzüberschreitende Transfer von Umweltrisiken im Völkerrecht. (Zugleich Dissertation) Nomos Verlag, Baden-Baden 1993, ISBN 978-3-7890-3224-0